# Paraschistura microlabra
Paraschistura microlabra är en fiskart som först beskrevs av Mirza och Nalbant, 1981.  Paraschistura microlabra ingår i släktet Paraschistura och familjen grönlingsfiskar. Inga underarter finns listade i Catalogue of Life.